# 목동 하이페리온
목동 현대 하이페리온(영어: Mok-dong Hyundai Hyperion) 혹은 하이페리온 타워(영어: Hyperion Tower)는 대한민국 서울특별시 양천구 목1동에 있는 초고층 마천루이자 고급 주상복합 아파트이다. 1998년에 착공하여 2003년에 완공되었으며 3개 동, 지하 6층 ~ 지상 69층으로 구성되어 있다.

## 역사
1998년에 착공하고 터파기 공사가 진행되고 2000년에 건설을 시작한다는 건축허가를 받았다. 2003년 7월 30일에 완공되었으며 도곡동에 위치한 삼성 타워팰리스 3차가 2004년에 완공되기 전까지는 대한민국에서 가장 높은 건물이였다.

## 구성
하이페리온Ⅰ은 2003년 7월 30일 입주한 아파트이다. 오피스텔 1개 동을 포함하여 총 3개 동 726세대로 구성되어 있다. 이 중 101동은 높이가 256m, 69층으로 여의도의 63빌딩보다 높다. 이는 대한민국에서 상위권인 마천루이다. 지하 3층부터 지상 7층까지는 현대백화점 목동점이 입점해 있다. 주차 공간의 규모는 총 1,185대다.
| 동 명칭 | 층수 | 높이 |
| ------- | ---- | ---- |
| 101동   | 69층 | 256m |
| 102동   | 59층 | 239m |
| 103동   | 54층 | 201m |

## 높이
2003년에 완공 당시 대한민국에서 가장 높았으며 서울특별시에서 가장 높았다. 2004년에 타워팰리스가 완공되기 전까지는 대한민국에서 가장 높고 최고층 건물이다. 2005년 당시 대한민국에서 A동이 2번째로, B동이 4번째로 가장 높았다.

## 특징

### 건물
아파트와 오피스텔이 있으며 지하철 오목교역과 연결되어 있다. 2016년 기준으로 가장 비싼 오피스텔이며 가격은 1,967억이다.

### 엘리베이터
현대엘리베이터의 제품이 설치되어 있으며 101동은 고층용 3대, 저층용 4대, 비상용 1대로 구성되고 102동은 저층용(30층) 4대, 중층용(48층) 4대, 고층용(59층) 3대, 비상용 1대로 구성되고 103동은 54층. 승객용 4대, 비상용 1대로 구성되어 있다.

## 시설
아파트 및 오피스텔 시설이 있으며 1층 로비에는 보안경비가 있으며 30평에서 87평까지로 구성되어 있다. 2층부터 8층까지가 입주민 전용 주차장이다. 8층에는 수영장, 스쿼시, 골프, 헬스장이 있으며 구름다리로 현대백화점과 바로 연결이 가능하다. 지하 3층에서 지상 7층까지는 목동 현대백화점이 있다.
아파트 시설은 저층, 중층, 고층에 있고 오피스텔 시설은 102동 9층 ~ 59층에 있다.
| 층수                | 용도                                                                             |
| ------------------- | -------------------------------------------------------------------------------- |
| 60층 ~ 69층         | 아파트(101동, 102동)                                                             |
| 51층 ~ 59층         | 아파트(101동, 103동), 오피스텔(102동)                                            |
| 50층                | 설비층, 피난안전구역                                                             |
| 33층 ~ 49층         | 아파트(101동, 103동), 오피스텔(102동)                                            |
| 32층                | 설비층, 피난안전구역                                                             |
| 10층 ~ 31층         | 아파트(101동, 103동), 오피스텔(102동)                                            |
| 9층                 | 연회장, 클럽하우스, 비즈니스센터, 실버하우스, 게스트룸, 옥상정원 등 다목적공간   |
| 8층                 | 아파트 주차장, 헬스 에어로빅, 골프연습장, 사우나, 수영장 등 스포츠센터, 구름다리 |
| 2층 ~ 7층           | 아파트 주차장                                                                    |
| 1층                 | 로비, 여행사, 은행, 증권사 등                                                    |
| 지하 6층 ~ 지하 1층 | 지하주차장                                                                       |

## 사건 및 사고
2003년 11월 18일, 하이페리온에서 고장난 엘리베이터가 멈추지 않아 천장과 충돌 후 천장을 뚫어버리는 사고가 일어났다. 당시 엘리베이터에는 38층에 사는 입주민인 41세 남성 이씨가 타고 있었으며, 충돌하는 순간 엘리베이터 벽면에 머리를 부딪혀서 부상을 당했으나 다행히도 생명에 문제는 없는것으로 알려졌다. 이씨는 9층 야외정원에서 집으로 올라가려고 엘리베이터에 탄 순간 갑자기 엘리베이터가 48층까지 급상승했고 자신은 15분여 동안 엘리베이터 안에 갇혀 있었다고 말했다.

## 대중문화
- 2022년 영화 - 사이버 지옥: N번방을 무너뜨려라

## 교통
- ● 수도권 전철 5호선 - 오목교역

## 갤러리

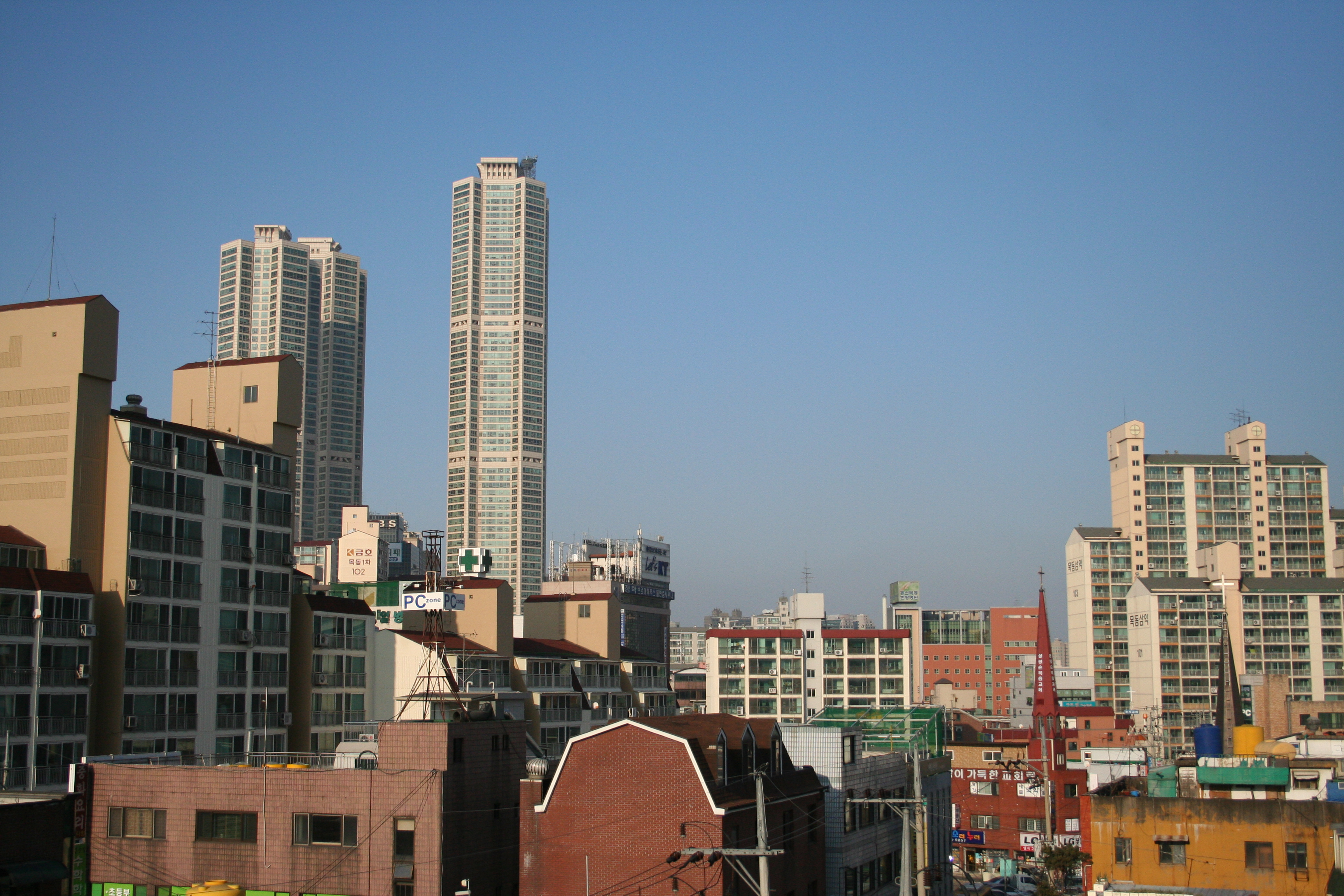
하이페리온 타워 풍경.
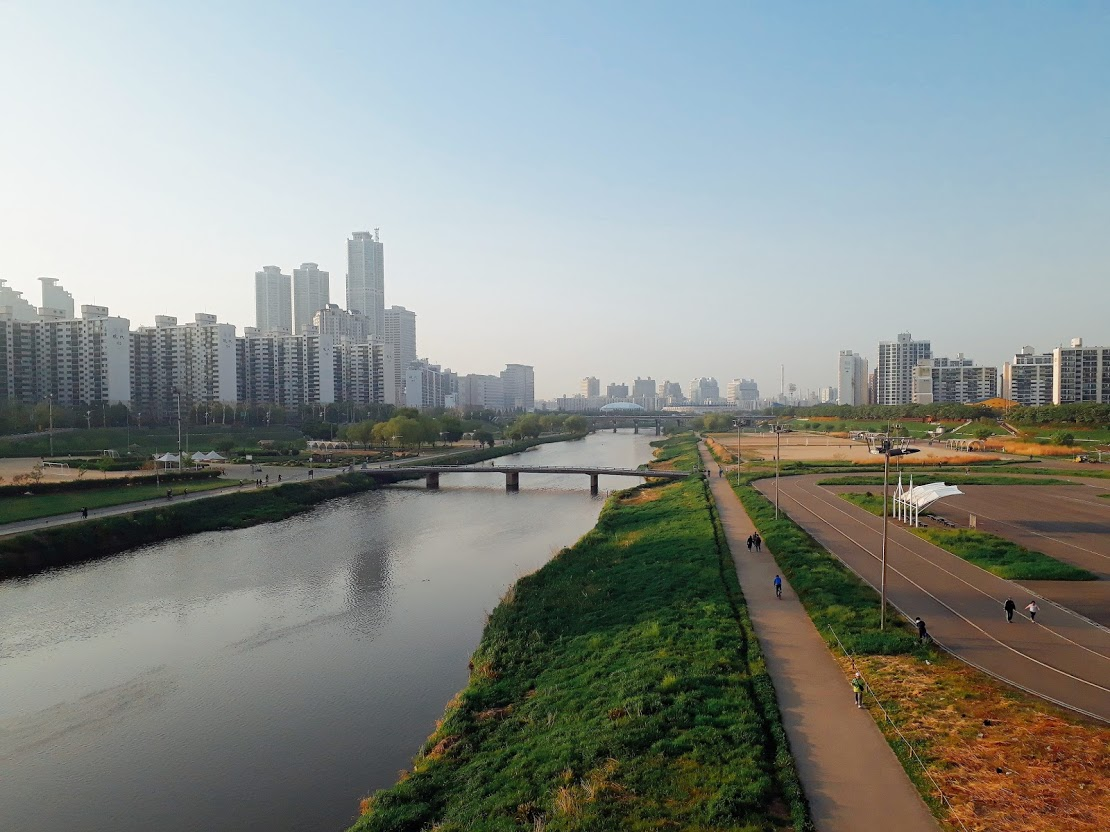
안양천에서 본 목동 하이페리온.
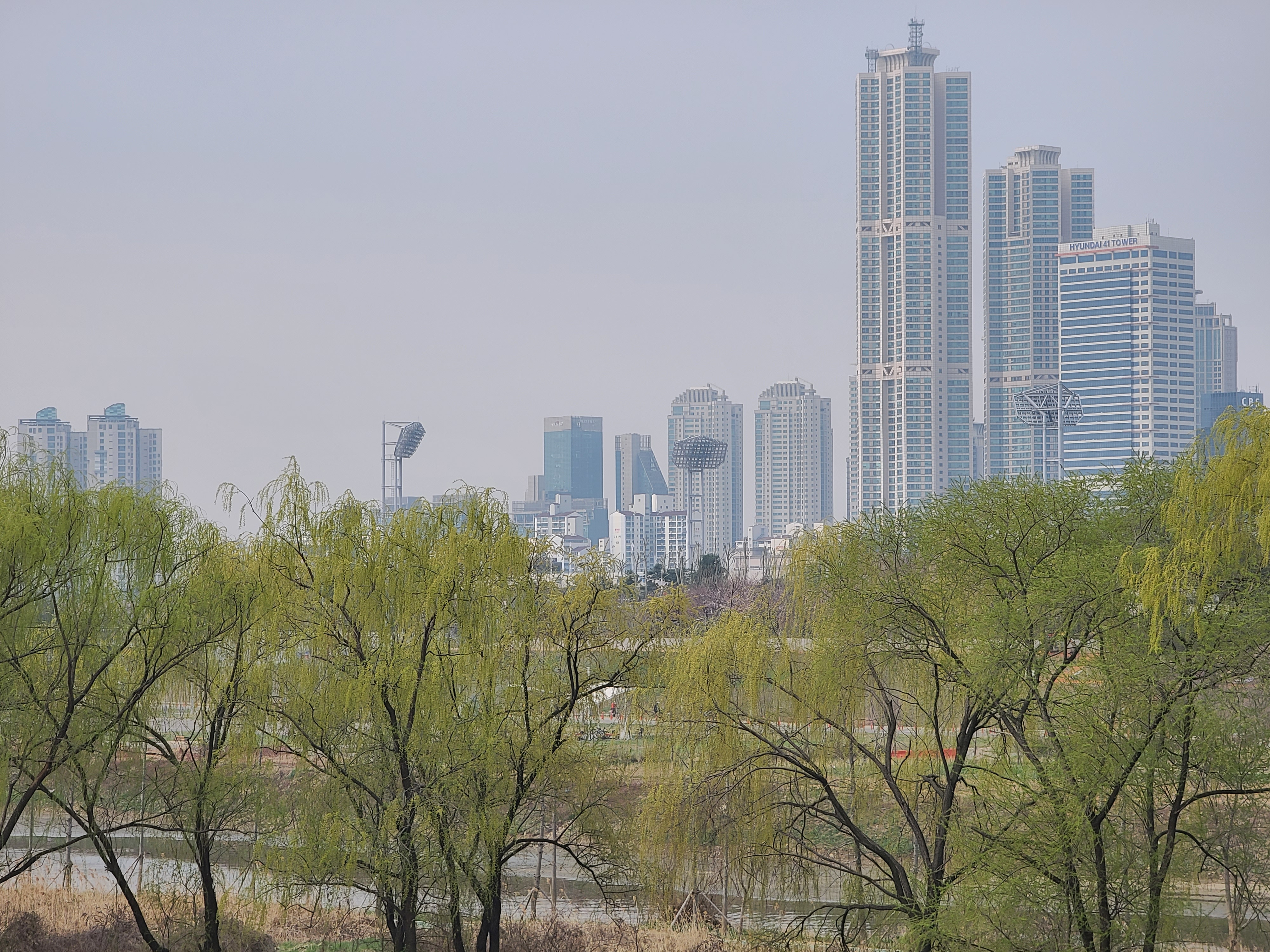
안양천 버드나무 뒤로 보이는 목동 하이페리온.
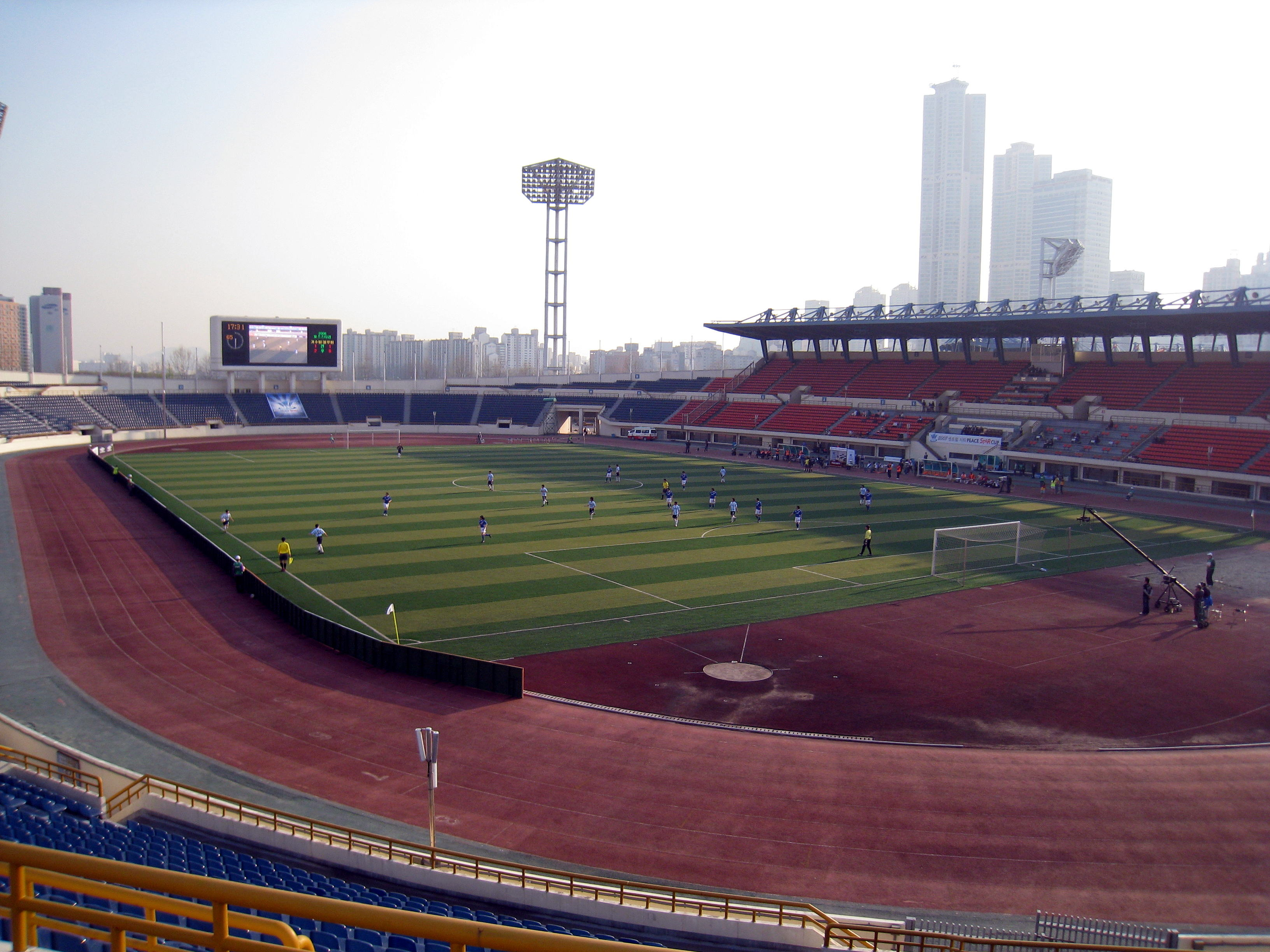

## 같이 보기

### 건물 목록
- 마천루 목록
- 아시아의 마천루 목록
- 대한민국의 마천루 목록
- 서울특별시의 마천루 목록
- 서울 양천구의 마천루 목록
- 높이순 주거용 건축물 목록

### 일반 주제
- 63빌딩
- 삼성 타워팰리스
- 메타폴리스
- 해운대 두산위브더제니스
- 일산 두산위브더제니스